# Münnich Ferenc
Münnich Ferenc, teljes nevén Münnich Ferenc Nándor Ede (Seregélyes, 1886. november 18. – Budapest, 1967. november 29.) jogász, kommunista politikus, miniszterelnök, 1956 után a rendszer második legfontosabb kádere, egyik jelképe, NKVD-ezredes.

## Élete

### 1956-ig
Münnich Ferenc a Fejér vármegyei Seregélyesen született, római katolikus német származású családban, Münnich Ede és Szájbély Ilona gyermekeként. Eperjesen és Kolozsvárott jogot tanult. Hadnagyként harcolt a keleti fronton az osztrák–magyar hadseregben. Orosz hadifogságba esett 1915-ben; a szibériai Tomszkba deportálták, ahol ma is utca van elnevezve róla.
Hazatérése után a Kommunisták Magyarországi Pártja egyik alapító tagja és a Szlovák Tanácsköztársaság hadügyi népbiztosa, illetve a szlovák vörös hadsereg szervezője volt. 1919. május 24-én Budapesten házasságot kötött a pozsonyi születésű Csippek Gabriellával, Csippek Ferenc és Brunner Sarolta lányával.
A tanácsköztársaságok leverése után Bécsbe szökött, majd 1922 és 1936 között a Szovjetunióban élt.
Harcolt a spanyol polgárháborúban. Otto Flatter néven érkezett Albacetébe. Több beosztásban is harcolt, a huescai csata után mint a XV. hadosztály vezérkari főnöke, majd mint a XI. nemzetközi brigád parancsnoka. A visszavonulás után franciaországi táborba került. Két év után, 1941-ben a szovjet diplomácia közbenjárására Olaszországot, Jugoszláviát, Bulgáriát megjárva került vissza a Szovjetunióba.
1942 és 1945 között főszerkesztő volt a Moszkvai Állami Rádió Magyar Osztályán. 1945-ben visszatért Magyarországra, ahol előbb Budapest rendőrfőkapitánya volt (1946–1949), majd diplomataként szolgált, 1949 és 1956 között. 1948-ban Kossuth-érdemrenddel (harmadik osztály) tüntették ki.
Bár a keményvonalas kommunista vezetők közé tartozott, az 1956-os forradalom során október 27-étől november 3-ig Nagy Imre második kormányának belügyminiszteri tisztségét is viselte.

### Kádárral Moszkvában

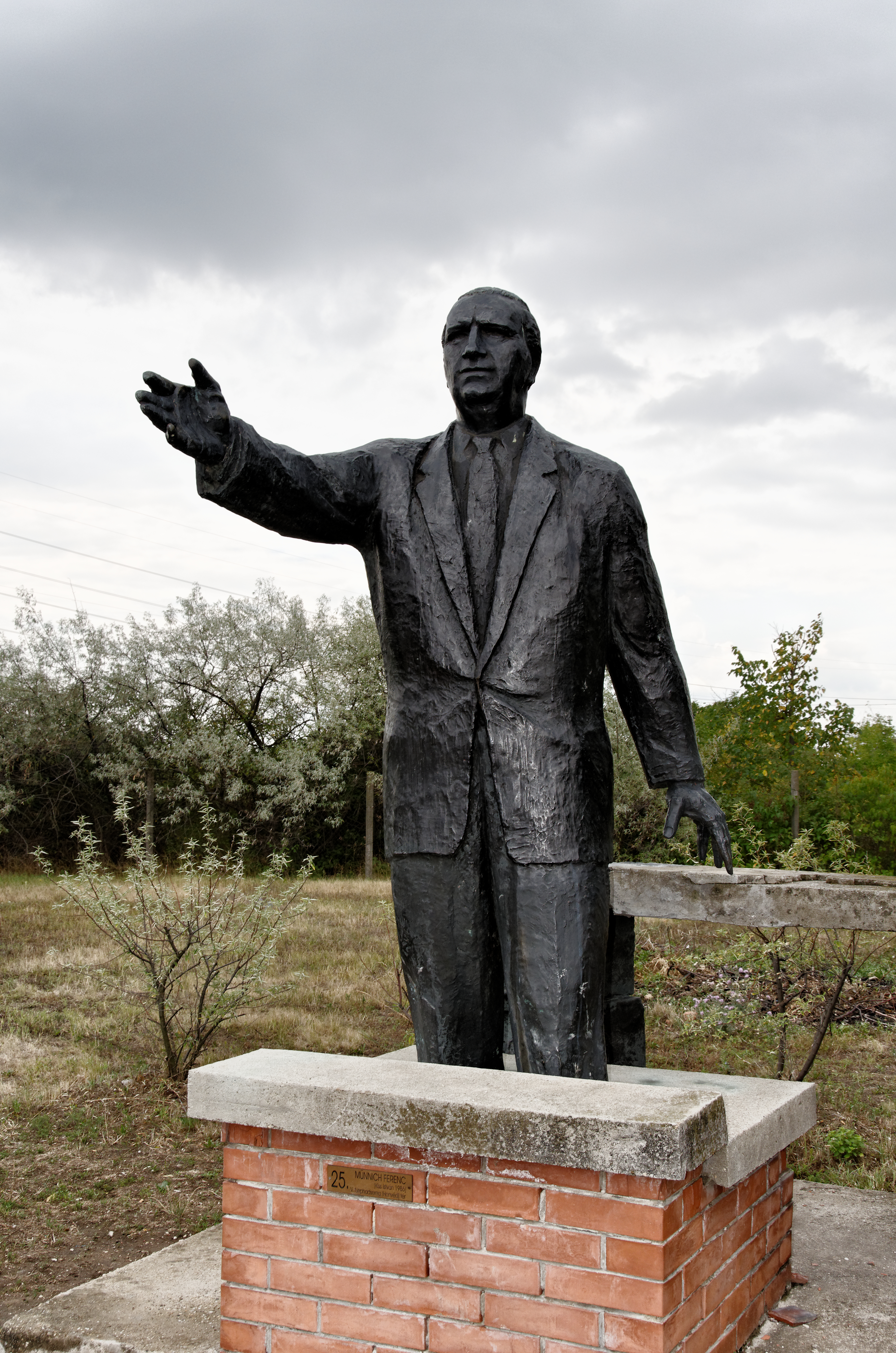
Az egykor a Néphadsereg (ma: Honvéd) téren állt szobra a Memento Parkban

Kádár Jánossal a nyilvánosság tudomása nélkül 1956. november 2-án és 3-án Moszkvában tárgyalt a Szovjetunió Kommunista Pártja (SZKP) elnökségével. Münnich szerepe a moszkvai út előkészítésében nem teljesen tisztázott; Kádár vele találkozott és Münnich Andropov szovjet nagykövettel tárgyalt aznap este (november 1-jén), s akkor mindkettőjüket a Szovjetunióba vitték. A kortársak közül sokan azt gyanították, hogy Münnich tőrbe csalta Kádárt, ugyanakkor a moszkvai tárgyalások jegyzőkönyvei alapján nem képviseltek eltérő álláspontot a szovjet beavatkozásról.
A szovjet pártvezetés egyes tagjai, főleg Molotov, Münnichet szerették volna a magyar miniszterelnöki székben látni, mert Kádár egyesek szemében azt a benyomást keltette, hogy túl közel áll Nagy Imre miniszterelnök vonalához, miközben Münnich és Bata István nyíltan kiálltak a szovjet fegyveres beavatkozás szükségessége mellett. Hruscsov azonban, aki november 3-án érkezett vissza Moszkvába Jugoszláviából, Kádárt támogatta.
Van olyan feltételezés is, hogy a szovjet vezetők azzal is nyomást gyakoroltak a Kádár–Münnich-párosra, hogy ha ők nem vállalják, akkor a Moszkvában tartózkodó Rákosi Mátyás–Gerő Ernő–Hegedüs András trióból léphet valaki a helyükbe. (Ha nem is így történt, ez reális eshetőségnek látszhatott.)

### A forradalom leverésekor és később
Münnich november 4-étől a Kádár János vezette első Kádár-kormányban a fegyveres erők és a közbiztonsági ügyek minisztere, illetve miniszterelnök-helyettes, november 11-én pedig az MSZMP KB tagja lett. Részt vett a karhatalmi ezredek és a munkásőrség megszervezésében. A Kádár-kormány lemondását követően a Minisztertanács elnöke volt 1958 és 1961 között. A Szovjetunió 1967-ben Lenin-renddel tüntette ki. Halála után 1989-ig utca viselte a nevét Budapest V. kerületében. Szobrát 1990. március 21-én – Krassó György – vezetésével – a lábánál lefűrészelték és vörös festékkel leöntötték. Később csonkán állították fel a Memento Parkban.

### Kutatható iratanyaga
Miniszterelnöki működési időszakából (pontosabban az 1957–1961 közti évkörből) 1,92 iratfolyóméternyi (16 doboznyi), maradandó értékűnek minősített iratanyaga került az Országos Levéltár, mai nevén Magyar Nemzeti Levéltár Országos Levéltára őrizetébe, ahol az a XIX-A-2-q törzsszámon kutatható.

## Munkái
- A proletár osztályhadsereg; Németországi Egyesült Kommunista Párt Magyar Csoportja, Bp., 1921 (Kommunista kiskönyvtár)
- A szocialista építés ötéves terve; összeáll. Münnich Ferenc; Centrizdát, Moszkva, 1930 (Sarló és kalapács könyvtára)
- A magyar nép a Nagy Októberi Szocialista Forradalom útján; Kossuth, Bp., 1957 (Az MSZMP Központi Bizottsága Politikai Akadémiája)
- Az októberi forradalom és a Magyar Vöröshadsereg (különlenyomat a Hadtörténelmi Közlemények 1959. 1. számából, Bp., 1959)
- Egységben a békéért, a szocializmusért (válogatott beszédek és írások; Kossuth, Bp., 1959)
- Viharos út (önéletrajz; Szépirodalmi, Bp., 1966)
- A Magyar Tanácsköztársaságról; sajtó alá rend., bev. Liptai Ervin, közrem. M. Berényi Etelka; Kossuth, Bp., 1969
- Tankok ellen, száz halálon át. Münnich Ferenc a spanyol polgárháborúban; összegyűjt. Münnichné Berényi Etelka, szerk. Münnichné Berényi Etelka, Györkei Jenő, bev. Györkei Jenő; Gondolat, Bp., 1976
- Három forradalom hőse. Münnich Ferenc válogatott beszédei és írásai; vál., bev. Hetés Tibor; Zrínyi, Bp., 1986